# Carlos II de França
Carlos II (Frankfurt am Main, 13 de junho de 823 – Passo do Monte Cenis, 6 de outubro de 877), também chamado de Carlos, o Calvo, foi o Rei da Frância Ocidental de 840 até sua morte. Foi também Imperador dos Romanos e Rei da Itália a partir de 875. Carlos conseguiu sua coroa francesa depois de uma guerra civil que havia começado no reinado de seu pai Luís I, assinando o Tratado de Verdun em 843 e adquirindo o terço ocidental do Império Carolíngio.

## Apelido
A partir de 867, Carlos tornou-se abade laico de Saint-Denis. A 5 de maio de 877, dia da consagração pelo Papa João VIII da Colegiada Santa Maria, futura abadia Saint-Corneille em Compiègne, ele teria raspado o crânio em  sinal de submissão à Igreja apesar do costume franco exigindo que um rei tivesse cabelos longos. Ele usa longos bigodes caídos.

## Origens e infância
Filho do imperador Luís, o Piedoso, e de sua segunda esposa Judite da Baviera, ele foi confiado, aos sete anos de idade, a um renomado tutor, Valafrido Estrabo (v. 808 / 809-849), um monge no mosteiro de Reichenau, na Alemanha, um espírito cultivado ligado ao mito imperial, poeta, autor de um glossário contendo comentários sobre a Bíblia, sobre o qual as interpretações do livro sagrado se basearam durante séculos. Durante nove anos, Estrabo garante a educação do jovem príncipe, convencido do grande destino que espera seu aluno.

## Luta contra os seus irmãos

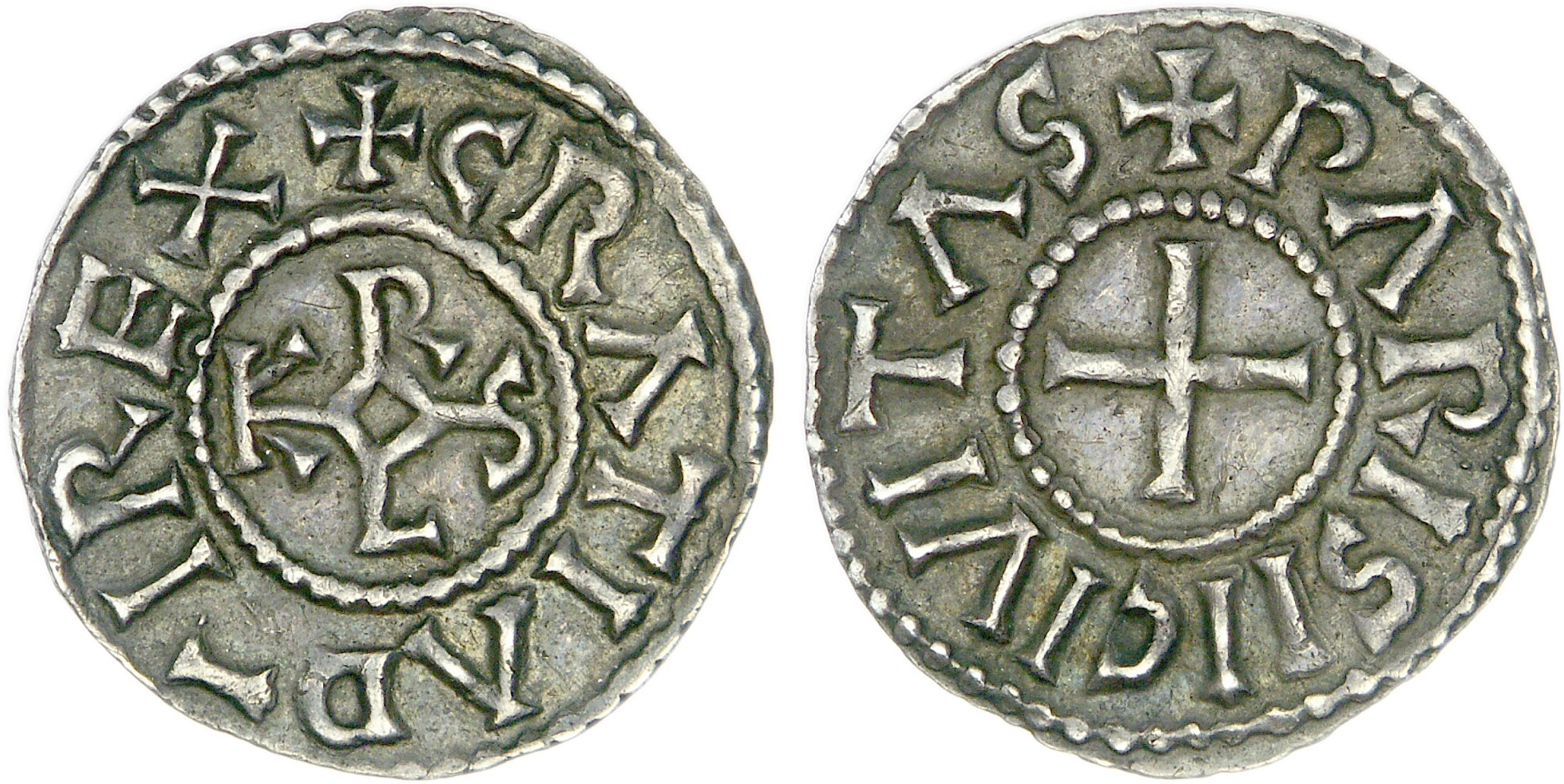
Moeda de Carlos II, o Calvo

Ele nasceu em 13 de junho de 823 em Frankfurt, quando os seus irmãos mais velhos já eram adultos e lhes tinham sido atribuídos os seus próprios reinos, ou sub-reinos, por seu pai. As tentativas feitas por Luís, o Piedoso para atribuir um sub-reino a Carlos, primeiro na Alemanha e depois no próprio país entre o Mosa e os Pirenéus (em 832, após a ascensão de Pepino I da Aquitânia) foram infrutíferas. As inúmeras reconciliações com os rebeldes Lotário e Pepino, assim como com o seu irmão, Luís, o Germânico, rei da Baviera, fizeram da participação de Carlos na Aquitânia e na Itália apenas temporária, mas o seu pai não desistiu e fez Carlos, o herdeiro de toda a terra que era na altura a Gália e que acabaria por ser a França. Numa dieta perto de Crémieux em 837, Luís mandou os nobres fazerem uma homenagem a Carlos como seu herdeiro. Isto levou a uma insurreição final dos seus filhos contra ele. Pepino da Aquitânia morreu em 838, depois do que Carlos finalmente recebeu esse reino, embora o filho de Pepino, Pepino II fosse um espinho perpétuo ao seu lado.

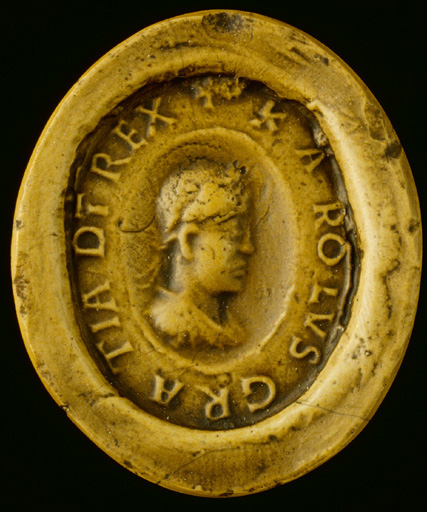
Selo de Carlos II, o Calvo. rei de França

A morte do imperador em 840 levou à eclosão da guerra entre os filhos. Carlos aliou-se ao seu irmão Luís, o Germânico para resistir às pretensões do novo imperador Lotário I, e dos dois aliados derrotados de Lotário na Batalha de Fontenoy-en-Puisaye em 25 de junho 841. No ano seguinte, os dois irmãos confirmaram a sua aliança com os célebres Juramentos de Estrasburgo. A guerra foi levada ao fim pelo Tratado de Verdun, em agosto de 843. O acordo deu a Carlos, o Calvo o reino dos Francos Ocidentais, que ele tinha estado até então a governar e que praticamente corresponde com o que hoje é a França, ou seja, do Meuse ao Saône e Ródano, com a adição da Marcha espanhola até ao Ebro. Luís recebeu a parte oriental do Império Carolíngio, então conhecido como Frância Oriental e, posteriormente, como Alemanha. Lotário manteve o título imperial e o de rei da Itália. Ele também recebeu as regiões centrais da Flandres através da Renânia e da Borgonha como rei de Francia média.

## Reinado no Ocidente
Os primeiros anos do reinado de Carlos, até à morte de Lotário I, em 855, foram comparativamente pacíficos. Durante esses anos, os três irmãos mantiveram o sistema de "governo confraternal", encontrando-se repetidamente uns com os outros, em Koblenz (848), em Meerssen (851), e em Attigny (854). Em 858, Luís, o Germânico, convidado por nobres descontentes ansiosos para derrubar Carlos, invadiu o reino franco ocidental. Carlos era tão impopular que não foi capaz de convocar um exército, e fugiu para a Borgonha. Conseguiu salvar-se apenas com o apoio dos bispos, que se recusaram a coroar o rei Luís, o Germânico, e pela lealdade da Casa de Guelfo, que eram família de sua mãe, Judite da Baviera. Em 860, ele próprio tentou aproveitar o reinado de seu sobrinho Carlos da Provença, mas foi repelido. Com a morte do sobrinho Lotário II em 869, Carlos tentou apoderar-se dos domínios, mas pelo Tratado de Mersen (870) foi obrigado a reparti-los com Luís, o Germânico.
Além destas disputas familiares, Carlos teve de lutar contra rebeliões repetidas na Aquitânia e contra os bretões. Liderados pelos seus chefes Nomenoë e Erispoe, que derrotaram o rei na Batalha de Ballon (845) e na Batalha de Jengland (851), os bretões foram bem sucedidos na obtenção de facto da sua independência. Carlos também lutou contra os viquingues, que devastaram o país no norte, nos vales do rio Sena e Loire, e mesmo nas fronteiras da Aquitânia. Várias vezes Carlos foi obrigado a pagar a sua retirada, com um preço elevado. Carlos conduziu várias expedições contra os invasores e, pelo Edito de Pistres de 864, fez o exército mais móvel, prevendo o elemento cavalaria, o antecessor do cavalheirismo francês tão famoso durante os próximos 600 anos. Pelo mesmo decreto, ordenou pontes fortificadas a serem colocadas em todos os rios a fim de bloquear as incursões viquingues. Duas dessas pontes em Paris salvaram a cidade durante o cerco de 885-886.

## Reinado como Imperador
Em 875, após a morte do Imperador Luís II (filho do seu meio-irmão Lotário), Carlos, o Calvo, apoiado pelo Papa João VIII, viajou para Itália, recebendo a coroa real em Pavia e as insígnias imperiais em Roma, a 29 de dezembro. Luís, o Germânico, também candidato à sucessão de Luís II, vingou-se invadindo e devastando os domínios de Carlos e desta forma, Carlos teve que voltar à pressa para a Frância Ocidental. Após a morte de Luís, o Germânico (28 de agosto de 876), Carlos, por sua vez tentou tomar o reino de Luís, mas foi decisivamente derrotado em Andernach em 8 de outubro 876.
Enquanto isto, João VIII, ameaçado pelos sarracenos, insistia com Carlos para este vir em sua defesa, na Itália. Carlos novamente cruzou os Alpes, mas esta expedição foi recebida com pouco entusiasmo pelos nobres, e até mesmo pelo seu regente na Lombardia, Bosão, e desta forma recusaram-se a participar no seu exército. Ao mesmo tempo, Carlomano, filho de Luís, o Germânico, entrou pelo norte de Itália. Carlos, doente e em grande aflição, começou o seu caminho de volta para a Gália, mas morreu ao atravessar a passagem de Mont Cenis em Brides-les-Bains, em 6 de outubro de 877.
De acordo com os Annales Bertiniani, Carlos foi apressadamente enterrado na Abadia de Nantua, Borgonha, porque os portadores não foram capazes de suportar o mau cheiro do seu corpo em decomposição. Ele deveria ter sido enterrado na Basílica de Saint-Denis e pode ter sido transferido para lá mais tarde. Foi registado que houve um memorial de bronze aí que foi derretido na Revolução Francesa.
Carlos foi sucedido por seu filho, Luís. Carlos era um príncipe da educação e letras, um amigo da igreja, e consciente do apoio que poderia encontrar no episcopado contra os seus nobres rebeldes, escolheu os seus conselheiros, entre o alto clero, como no caso de Guenelon de Sens, que o traiu, e de Incmaro de Reims.

## Calvície
Tem-se sugerido que o apelido de Carlos foi usado de forma irônica e não descritivamente; ou seja, que ele não era, de facto, careca, mas sim que ele era extremamente peludo. Um apoio a esta ideia é o fato de que nenhum de seus inimigos comentou sobre o que seria um alvo fácil. No entanto, nenhum dos membros volúveis da sua corte comenta sobre o seu ser cabeludo; e a Genealogia dos Reis Francos, um texto de Fontanelle datado de, possivelmente, tão cedo quanto 869, e um texto sem um traço de ironia, nomeia-o como KAROLUS Caluus ("Carlos, o Calvo"). Certamente, até ao final do século X, Richier de Reims e Adhemar de Chabannes referem-se a ele com toda a seriedade como "Carlos, o Calvo".

## Casamentos e filhos
Carlos casou-se com Ermentruda de Orleães, filha de Odão I, Conde de Orleães em 842, no entanto ela morreu em 869. Em 870, Carlos voltou a casar, desta feita com Riquilda da Provença, que era descendente de uma família nobre do Ducado da Lorena. 
Com Ermentruda: 
1. Judite da Flandres (844 - 870), casou-se por três vezes, a 1ª com Etelvulfo de Wessex, a 2ª com Etelbaldo de Wessex (seu filho adotivo) e em 3º lugar com Balduíno I da Flandres;
2. Luís II de França "o Gago" (1 de novembro de 846 – 10 de abril de 879);
3. Carlos, a Criança (c. 847 - 29 de setembro de 866 );
4. Lotário, o Coxo (848 - 866), monge em 861, tornou-se abade da Abadia de Saint-Germain;
5. Carlomano (849–876);
6. Rotruda (852-912), uma freira abadessa, na Abadia de Saint-Radegunde;
7. Ermentruda (854-877), uma freira abadessa, de Hasnon;
8. Hildegarda (nascida em 856 , morreu jovem);
9. Gisela (857-874);
10. Godilda (864-907).

Com Riquilda:
1. Rotilda (871-929), casou-se em primeiro lugar, com Hugues de Bourges, conde de Bourges e em segundo lugar, com Rogério de Maine, conde de Maine;
2. Drogo (872-873);
3. Pipino (873-874);
4. um filho (nascido e morto em 875);
5. Carlos (876-877).

## Galeria

Território de Carlos, o Calvo em 843.
Território de Carlos, o Calvo em 863.
Território de Carlos, o Calvo em 870.
Território de Carlos, o Calvo em 876.